# Kopydłowo (powiat koniński)
Kopydłowo – wieś w Polsce, położona w województwie wielkopolskim, w powiecie konińskim, w gminie Wilczyn.
| SIMC    | Nazwa              | Rodzaj                 |
| ------- | ------------------ | ---------------------- |
| 0300191 | Kopydłówek         | część wsi (do 2023 r.) |
| 0300162 | Kopydłowo Drugie   | część wsi              |
| 0300200 | Kopydłowo Nowe     | część wsi, do 2024 r.  |
| 1006690 | Kopydłowo Pierwsze | część wsi              |
| 0300179 | Kopydłowo Trzecie  | część wsi              |

W latach 1975–1998 wieś administracyjnie należała do województwa konińskiego.